# モーショボー
モー・ショボー（モンゴル語: ᠮᠠᠭ᠋ᠤ ᠰᠢᠪᠠᠭ᠋ᠤ maγu sibaγu、ハルハ・モンゴル語: Муу шувуу、ブリヤート語: Муу шубуун）またはムー・シュウウ（英語: muu shuwuu）は、モンゴルのブリヤート人に伝わる魔物。その名前はハルハ語（ハルハ・モンゴル語）で「悪しき鳥」を意味する。

## 概要
二木 (2002) によると、恋愛を知らずに幼くして死んでしまった少女の魂がモー・ショボーになるといわれている。モー・ショボーは美しい少女の姿になって自分の近くを通る男の旅人を誘惑する。旅人が油断して近づいた途端に、その鋭い嘴で旅人の頭蓋骨を割り、脳髄を啜るとされる。
ロシアの民族誌学者M・N・ハンガロフ（1858年生-1918年没）の報告には、二木 (2002) と同様の内容がより詳細に記載されている。
Pócs & Klaniczay (2006)『キリスト教系悪魔学と大衆神話学（Christian Demonology and Popular Mythology）』では、以下の通り述べられている。